# Nierezydent
Nierezydentami w rozumieniu art. 2 ust. 1 pkt 2 lit. a ustawy z dnia 27 lipca 2002 r. Prawo dewizowe, są osoby fizyczne mające miejsce zamieszkania za granicą oraz osoby prawne mające siedzibę za granicą, a także inne podmioty mające siedzibę za granicą, posiadające zdolność zaciągania zobowiązań i nabywania praw we własnym imieniu; nierezydentami są również znajdujące się za granicą oddziały, przedstawicielstwa i przedsiębiorstwa utworzone przez rezydentów.